# Trupanea stellata
Trupanea stellata är en tvåvingeart som först beskrevs av Fuessli 1775.  Trupanea stellata ingår i släktet Trupanea och familjen borrflugor. Enligt den finländska rödlistan är arten nära hotad i Finland. Arten är reproducerande i Sverige. Artens livsmiljö är torra gräsmarker. Inga underarter finns listade i Catalogue of Life.

## Bildgalleri

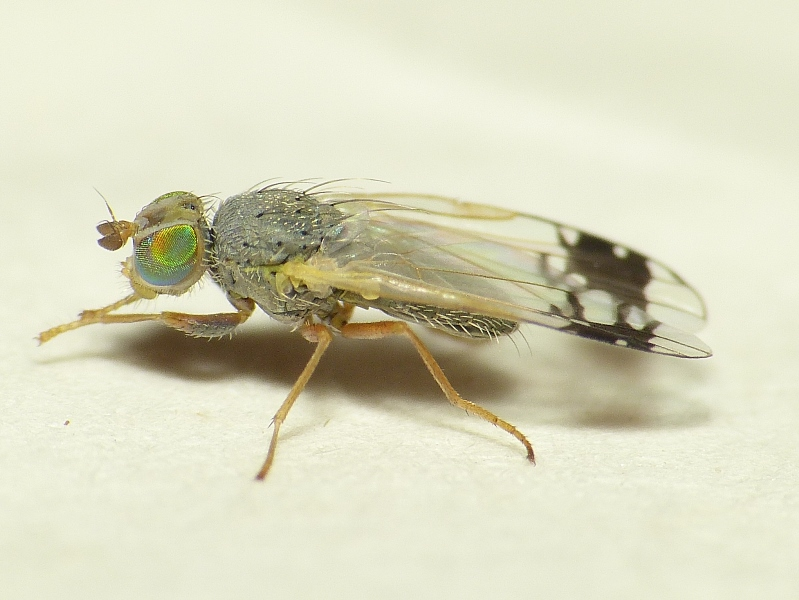